# ラトランド駅
ラトランド駅（英語：Rutland Station）はバーモント州ラトランド エヴリン・ストリート25にある駅。 全米各地を結ぶ旅客鉄道のアムトラックが乗り入れている。

## 概要
当駅は1999年に開業した。繁華街の西端にある旧ラトランド鉄道のヤードの端に建設されたラトランドプラザショッピングセンターに隣接している。新しいラトランド駅の建設費用は718,000ドルであった。費用のうち695,000ドルは連邦交通管理局の資金から、13,000ドルはラトランド市から、そして、10,000ドルは一般市民の寄付により賄われた。

## 利用可能な鉄道路線／列車
アムトラックの発着する列車は下記の通り。
ラトランドとニューヨーク間の昼行中距離列車イーサン・アレン・エクスプレス号… 1日1往復発着

## バス
当駅から乗車できるバスは以下の通り。
市内交通は、マーブル・バレー地域交通局 (Marble Valley Regional Transit District)が担っている。